# Озбай, Джансу
Джансу Озбай (тур. Cansu Özbay; род. 17 октября 1996, Урла, ил Измир, Турция) — турецкая волейболистка, связующая.

## Биография
Родилась в Урле в семье Озкана и Нурсель Озбай. Волейболом начала заниматься в Измире и в 15-летнем возрасте была принята в местную юниорскую команду «Гёзтепе». В последующем выступала за «Аркасспор», «Бешикташ», «Нилюфер», а в 2016 году заключила контракт с ВК «Вакыфбанк», в составе которого стала 5-кратной чемпионкой Турции, 4 раза становилась обладателем Кубка и трижды — Суперкубка страны, трижды — победителем клубного чемпионата мира и четырежды выигрывала со своей командой Лигу чемпионов ЕКВ.  
В 2013—2015 выступала за юниорскую и молодёжную сборные Турции, с которыми дважды становилась бронзовым призёром европейских первенств. В 2018 дебютировала в главной национальной команде страны, приняв в том году участие в Лиге наций (серебряные награды) и чемпионате мира. Всего же составе сборной Турции участвовала в Олимпийских играх 2020, дважды — в чемпионатах мира (2018 и 2022), становилась чемпионкой (2023) и призёром чемпионатов Европы (2019 и 2021), победителем (2023) и призёром Лиги наций (2018 и 2021). 

### Клубная карьера
- 2011—2012 —  «Гёзтепе» (Измир);
- 2012—2014 —  «Аркасспор» (Измир);
- 2014—2015 —  «Бешикташ» (Стамбул);
- 2015 —  «Нилюфер» (Бурса);
- 2015—2016 —  «Бешикташ» (Стамбул);
- с 2016 —  «Вакыфбанк» (Стамбул).

## Достижения

### С клубами
- 5-кратная чемпионка Турции — 2018, 2019, 2021, 2022, 2025;
  - 3-кратный бронзовый призёр чемпионатов Турции — 2017, 2023, 2024.
- 4-кратный победитель розыгрышей Кубка Турции — 2018, 2021, 2022, 2023;
  - серебряный призёр Кубка Турции 2017.
- 3-кратный обладатель Суперкубка Турции — 2017, 2021, 2023.

- 4-кратный победитель Лиги чемпионов ЕКВ — 2017, 2018, 2022, 2023;
  - серебряный призёр Лиги чемпионов ЕКВ 2021.
- 3-кратная чемпионка мира среди клубных команд — 2017, 2018, 2021;
  - двукратный серебряный (2022, 2023) и двукратный бронзовый (2016, 2019) призёр клубных чемпионатов мира.

### Со сборными Турции
- победитель Лиги наций 2023;
  - серебряный (2018) и бронзовый (2021) призёр Лиги наций.
- чемпионка Европы 2023; 
  - серебряный (2019) и бронзовый (2021) призёр чемпионатов Европы.
- бронзовый призёр молодёжного чемпионата Европы 2014.
- бронзовый призёр чемпионата Европы среди девушек 2013.

### Индивидуальные
- 2018: лучшая связующая чемпионата Турции.
- 2018: лучшая связующая Лиги наций.
- 2019: лучшая связующая чемпионата Турции.
- 2021: MVP Суперкубка Турции.
- 2022: лучшая связующая чемпионата Турции.
- 2023: лучшая связующая чемпионата Европы.